# 三氯乙酸铒
三氯乙酸铒是镧系元素铒的三氯乙酸盐，化学式为Er(CCl3COO)3，可以形成三斜晶系的二水合物。它可溶于水，其水溶液不稳定。它可由氢氧化铒和三氯乙酸在≤18 °C时反应得到。它可以和4,4'-联吡啶形成配合物。三氯乙酸铒的固体加热分解，生成无水氯化铒。